# Walisiske grevskaber
Wales består af 8 grevskaber (engelsk: counties). På kortet til højre er de markeret som følger:
1. Gwent
2. South Glamorgan
3. Mid Glamorgan
4. West Glamorgan
5. Dyfed
6. Powys
7. Gwynedd
8. Clwyd